# Dialekt północno-wschodniobiałoruski
     Północno-wschodnie
     Południowo-zachodnie
     Gwary środkowobiałoruskie
     Poleskie (gwary zachodniopoleskie)
     Zasięg gwar białoruskich (1903, Karski)
     Wschodnia granica zasięgu rosyjskich gwar zachodnich (1967, Zachawara, Arłowa)
     Granica pomiędzy gwarami białoruskimi i ukraińskimi (1980, Biaŭzienka)

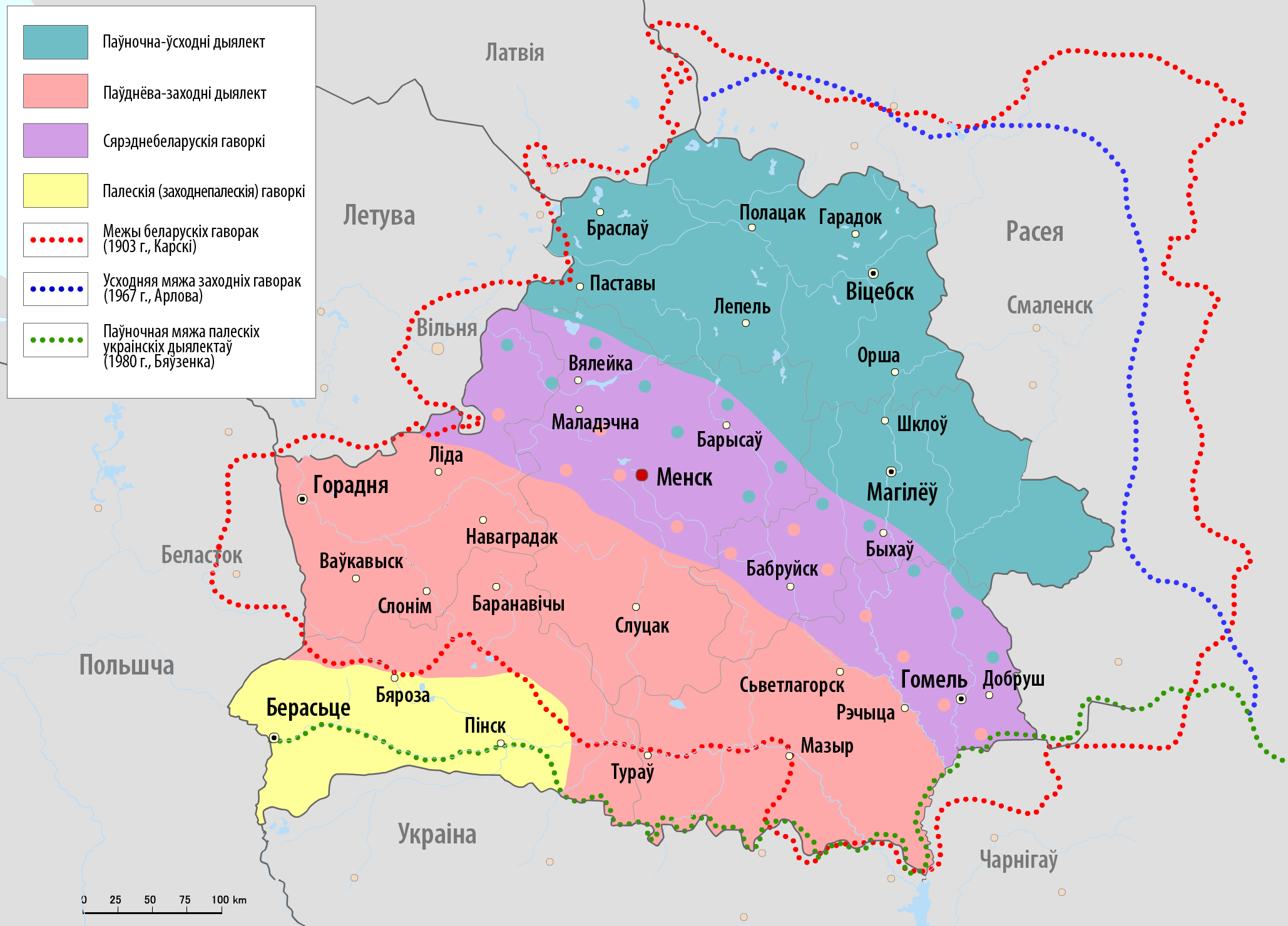
Gwary języka białoruskiego
Północno-wschodnie
Południowo-zachodnie
Gwary środkowobiałoruskie
Poleskie (gwary zachodniopoleskie)
Linie
Zasięg gwar białoruskich (1903, Karski)
Wschodnia granica zasięgu rosyjskich gwar zachodnich (1967, Zachawara, Arłowa)
Granica pomiędzy gwarami białoruskimi i ukraińskimi (1980, Biaŭzienka)

Dialekt północno-wschodniobiałoruski (biał. паўночна-ўсходні дыялект беларускай мовы) – jeden z dwóch podstawowych dialektów białoruskich, obok dialektu południowo-zachodniobiałoruskiego, od którego jest oddzielony pasem przejściowych gwar środkowobiałoruskich. Stanowi część wschodniosłowiańskiego kontinuum dialektalnego. Pod względem językowym nawiązuje do pasa gwar środkoworosyjskich a także do rosyjskiego dialektu pskowskiego i kursko-orłowskiego.
Obszar dialektu północno-wschodniobiałoruskiego znajduje się na północny zachód od pasa gwar przejściowych prowadzących przez Wilno, Mińsk, Rohaczew i Homel, na wschód od Mohylewa i Połocka.

## Cechy językowe
Dialekt północno-wschodniobiałoruski różni się od południowo-zachodniego następującymi cechami fonetycznymi:
- Dysymilatywne akanie, jakanie, tj. zamiast samogłosek a, o, e w sylabie przedakcentowej pojawia się krótkie a tylko wtedy, gdy akcentowana jest inna samogłoska niż a, zaś w przeciwnym wypadku pojawia się zredukowane i/y, np. nyhá, vydá, z’iml’á[2].
- Monoftongiczne samogłoski o, e w sylabie zamkniętej, np. sol, voz, les wobec południowo-zachodnich u̯o, i̯e, np. su̯ol, sóli; vu̯oz, vóza, li̯es[2].
- Podwojone spółgłoski powstałe w wyniku jotowania, jak w języku literackim, np. kałos’s’e, zbožža, podczas gdy w dialekcie południowo-zachodnim występują połączenia spółgłoski z jotą, np. kałos’je, zbožja[2].

Z cech morfologicznych przeciwstawiających dialekt północno-wschodni południowo-zachodniemu można wymienić następujące:
- Końcówka narzędnika l. poj. rzeczowników żeńskich -oj, np. sc’anój, žanój, z’aml’ój wobec -oju i -eju w gwarach południowo-zachodnich[2].
- Końcówka mianownika i biernika l. mn. rzeczowników nijakich -y/-i, np. s’óły, vókny, słóvy, palí, jahn’áty, podobnie jak w języku literackim, a w opozycji do gwar południowo-zachodnich z końcówką -a[2].
- Końcówka -am w celowniku l. mn. rzeczowników męskich, jak w języku literackim, np. k l’esám, nyžam, wobec południowo-zachodniej -om, np. l’asóm, damóm[2].
- Podobnie końcówka -aχ w miejscowniku l. mn. rzeczowników męskich, np. u l’isáχ, u damáχ wobec -oχ w gwarach zachodnich, np. u l’asóχ, u damóχ[3].
- Końcówka -ec’ w 3. os. l. poj. czasu teraźniejszego czasowników I koniugacji, np. jon n’as’éc’, b’aréc’ wobec południowo-zachodniego jon n’as’e, b’aré[3].